# هیتومی میاکه
هیتومی میاکه (انگلیسی: Hitomi Miyake؛ زادهٔ ۱۰ ژوئیهٔ ۱۹۹۲) مدل (شخص)، خواننده، شخصیت‌های تلویزیونی در ژاپن، و بازیگر اهل ژاپن است.